# Boea magellanica
Boea magellanica là một loài thực vật có hoa trong họ Tai voi. Loài này được Lam. mô tả khoa học đầu tiên năm 1791.